# うちなぁジョッキー
『うちなぁジョッキー』は、NHK沖縄放送局が沖縄県内のNHK-FM放送で放送していた琉球民謡専門の音楽番組である。

## 概要
沖縄の民謡を時には生演奏を交えて伝える音楽番組。沖縄局で20年以上の歴史を持つ長寿番組である。
のんびりとした沖縄調のテーマソングとともに番組が始まる。
2009年度までは月2回のペースで局1階の「視聴者プラザ」で収録され、3日後に放送されていた公開録音番組であった。
司会の牧港が年を取ったこと、NHK沖縄が新番組『うちなーであそぼ』を始めて予算が足りなくなったことから、2010年度は特集番組として、年数回程度の放送に縮小したが、代わりに内容を密にするという。

## 放送時間
2009年度まで
原則第1・第3金曜日 18:00 - 18:50
2010年度
9月27日から30日まで集中編成。時間は従来と変わらず。
備考
- 放送が無い日は福岡から『夕べのひととき』を放送。2010年度の集中編成時もこれを差し替え。
- 難聴取対策としてAM2波をFMに変換して中継放送されている地域では放送されない。大東島地方ではFM放送の中継局が無いため聴取できない。

## 歴代出演者
- 牧港襄一（司会）
地元出身の元NHKアナウンサー。2007年に65歳となったことからそれ以降は、2009年度まで“専属パーソナリティ”として残っていた。レギュラー終了とともに引退。2010年度の集中編成は後輩のアナウンサーが交替で担当した。
- 大工哲弘
- 芳田賢一
- 仲宗根孝市
- 我如古より子

他